# Bud Westmore
Bud Westmore (13 de enero de 1918 - 24 de junio de 1973) fue un artista de maquillaje en Hollywood y miembro de la familia de maquilladores Westmore.

## Vida y carrera
Hijo de George Westmore, miembro de la familia Westmore prominente en el campo del maquillaje en Hollywood desde los años 1920, se le acredita en más de 450 películas y programas de televisión, incluyendo To Kill a Mockingbird, El hombre de las mil caras, The Andromeda Strain, La Criatura de la Laguna Negra y Espartaco de Stanley Kubrick. 
Durante la producción de Creature from the Black Lagoon, Westmore era el jefe del departamento de maquillaje de Universal Studios. El diseño final de la criatura fue creado por una antigua animadora de Disney, Milicent Patrick, pero un celoso Westmore se robó su crédito e hizo que Patrick fuera despedida de Universal, destruyendo efectivamente su carrera. En la mayoría de la publicidad de la época, Westmore recibió el mérito exclusivo de la concepción de la criatura y así se creyó durante más de cincuenta años.
Además de en películas, Bud trabajó extensamente en televisión, en series como The Virginian, The Munsters, Rod Serling's Night Gallery y Dragnet.
En 1957, Mattel le pidió a Bud que diseñara el aspecto de maquillaje de su futura muñeca icónica, Barbie.
A veces se lo acreditaba como George Hamilton Westmore. El edificio más grande en los estudios Universal lleva su nombre en su honor.

## Vida personal
Westmore estuvo casado con la actriz y cantante Martha Raye durante cinco meses en 1937. Su segunda esposa fue la actriz Rosemary Lane, una de las famosas Lane Sisters, que apareció en varias películas en los años treinta y cuarenta. Tuvieron una hija juntos. Westmore más tarde se casó con Jeanne Shores, una concursante y ganadora del concurso Miss California 1952, y tuvieron cuatro hijos juntos.

## Muerte
Westmore murió a la edad de 55 años, el 24 de junio de 1973 debido a un ataque al corazón.

## Filmografía seleccionada
- Abbott and Costello Meet Frankenstein (1948)
- La Puerta Extraña (1951)
- El Castillo Negro (1952)
- Abbott and Costello Meets Dr. Jekyll and Mr. Hyde (1953)
- If Came from Outer Space (1953)
- La criatura de la Laguna Negra (1954)
- Revenge of the Creature (1955)
- Cult of Cobra (1955)
- Abbott and Costello Meet the Mummy (1955)
- The Mole People (1956)
- El Hombre de las Mil Caras (1957)
- Espartaco (1960)
- Matar a un ruiseñor (1962)
- The Ghost and Mr. Chicken (1966)
- Topaz (1969)
- La amenaza de Andrómeda (1971)
- Soylent Green (1973)